# 전북은행
전북은행(全北銀行, Jeonbuk Bank)은 대한민국의 지방은행이자 JB금융지주의 계열사로, 전북특별자치도의 금고은행이다.
본점은 전북특별자치도 전주시 덕진구 금암동 전북대학교 정문 건너편에 있다.

## 연혁
- 1969년 12월 전북은행 설립
- 1972년 3월 증권거래소 상장
- 1993년 7월 1일 전주시 덕진구 금암동에 본점 신축, 이전
- 2011년 9월 우리캐피탈 인수, JB우리캐피탈로 사명 변경
- 2013년 7월 JB금융지주 출범, 법에 따라 전북은행 상장폐지
- 2013년 10월 23일 우정사업본부와 업무제휴, 수수료 면제
- 2014년 3월 더커자산운용 인수
- 2015년 3월 전북은행 CI 변경
- 2016년 8월 캄보디아 프놈펜상업은행(PPCB) 인수
- 2016년 11월 광주은행과 전산 통합

## 업무
일반은행 업무 외에는 외국환 업무, 신탁 업무, 증권 업무, 신용카드, 전자금융 업무 등을 한다.
모바일 뱅킹은 다른 은행들과 달리 앱에서 입출금 거래내역의 푸시알림을 지원하지 않고 유료 문자 서비스로만 시행하고 있다가, 2022년 말부터 앱 자체에 입출금 푸시알림을 뒤늦게 추가했다.
동일 계열의 광주은행과 함께 한도제한계좌제를 시행하고 있다. 급여소득자의 경우 중소기업은행처럼 앱에서 스크래핑 방식으로 곧바로 해제가 가능하지만, 광주은행과 달리 적금 등으로는 해제할 수 없다.
2013년 10월 23일부터 우정사업본부와 업무제휴를 체결, 전국 우체국 ATM에서 자행처럼 사용할 수 있게 했다.

## 영업점

### 국내 지점(2023년 6월 말)
- 지점 및 출장소: 86개
- 은행 영업점 외에는 몇몇 지역에서 외국인금융센터 라운지를 운영하며, 지정된 비자를 소지한 외국인들을 대상으로 대출업무를 하는 곳이다. PC 홈페이지에서 별도로 외국인 라운지를 확인할 수 있다.
- 영남권에는 은행업무를 보는 영업점이 없는 대신, 다른 형태로 진출해 있다. 부산광역시에는 사상구 괘법동 부산서부시외버스터미널/사상역 근처에서 외국인금융센터 부산라운지를 운영했으며, 대구광역시 수성구 수성동1가 수성교 근처에는 자동차 할부금융만 취급하는 영업소인 영남오토금융센터가 있다.

### 국외 지점(2017년 6월 말)
- 캄보디아 - 프놈펜상업은행(PPCB)

## 역대 전북은행장
- 홍성주(2001~2010)
- 김한(2010~2014)
- 임용택(2014~2021)
- 서한국(2021~2022)
- 백종일(2023~ )

## 카드 업무
전북은행은 자체 비자카드를 발행하는 은행이다. 체크카드는 국내전용 외에는 마스터카드로만 나온다.
전표 매입망은 신한카드와 비씨카드를 이용해 오다가, 2022년 9월 5일에 KB국민카드로 변경한다.
2017년 7월 20일에는 신세계아이앤씨와 제휴하여 SSG카드라는 상품을 출시했다.

### 취급카드
- 비자카드(신용카드 한정)
- 마스터카드

### 발급기관
- 전북은행
- SSGPAY[1]

### 시스템 점검시간
- 평일: 23시 55분 ~ 00시 05분